# Lavinio

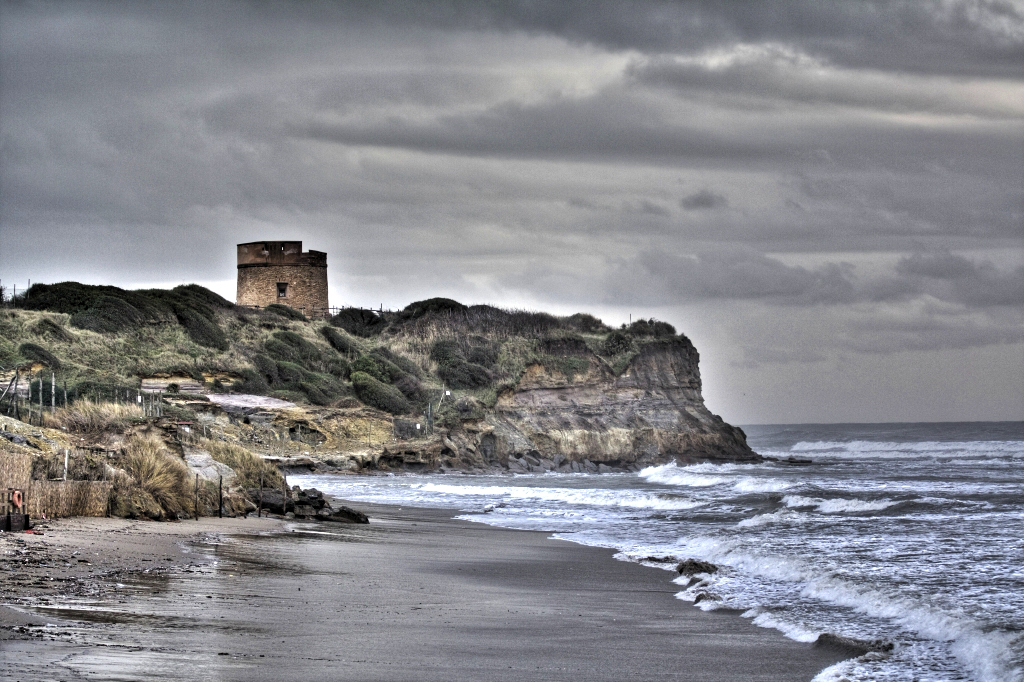
Reserva natural regional Tor Caldara

Lavinio - Lido di Enea, na costa do Lácio, é um vilarejo do município de Anzio. Itália.

## Toponímia, História e Imaginário
O estudo da localidade conhecida contemporaneamente como Lavinio – Lido di Enea exige uma abordagem multidisciplinar, capaz de articular arqueologia, história antiga, literatura clássica, urbanismo moderno e teoria do lugar. Situada no litoral tirreno da região do Lácio, dentro da circunscrição administrativa do município de Anzio, Lavinio encarna uma topografia simbólica cujo nome remete diretamente à cidade latina de Lavinium, considerada pela tradição romana como o berço da latinidade e da sacralidade augusta.
A persistência do nome “Lavinio” e sua justaposição ao epíteto “Lido di Enea” (isto é, "praia de Enéias") não são meras convenções toponímicas, mas antes dispositivos de memória cultural que atualizam, em chave moderna, a narrativa fundacional contida na Eneida de Virgílio, na qual o herói troiano Enéias chega às margens do Lácio após a queda de Troia e funda a cidade de Lavinium em honra à princesa Lavínia, sua esposa e símbolo de fusão entre linhagens troiana e latina.
É relevante assinalar que a Lavinio atual não coincide territorialmente com a Lavinium arcaica, cujos restos arqueológicos encontram-se alguns quilômetros ao norte, na zona de Pratica di Mare, pertencente ao município de Pomezia. No entanto, desde os anos 1930 e com maior intensidade no pós-guerra, a expansão urbana e balneária da costa laziale resgatou nomes da topografia mítica romana com a intenção explícita de fundar uma continuidade simbólica entre o passado augusto e o presente fascista ou republicano.
A construção do nome Lavinio – Lido di Enea insere-se, assim, em uma lógica mais ampla de "invenção da tradição", no sentido proposto por Eric Hobsbawm, em que o passado é mobilizado seletivamente para legitimar formas contemporâneas de ocupação e identidade territorial.
O resultado é um lugar que opera simultaneamente como espaço de fruição costeira, destino turístico, zona memorial e palco de uma geografia mitologicamente investida. A prática turística contemporânea, ao inscrever-se nesse território, torna-se involuntária herdeira de camadas simbólicas milenares, mesmo que de forma diluída ou estetizada. O nome "Lido di Enea" não apenas embeleza o marketing turístico, mas reposiciona o visitante em uma paisagem que aspira à monumentalidade narrativa da origem — um “lugar-mito”, na expressão de Marc Augé.
Dessa forma, Lavinio representa um caso emblemático de espaço em que a geografia física, a memória histórica e o mito literário se entrelaçam, produzindo um imaginário territorial complexo, marcado tanto pelas sedimentações da antiguidade quanto pelas transformações políticas e sociais do século XX. A análise desse local exige, portanto, um olhar que supere dicotomias entre história e mito, entre arqueologia e urbanismo, entre passado e presente.

## Lavinium Antiga: Fundamentos Míticos e Significado Ritual
A antiga Lavinium — da qual o moderno Lavinio toma emprestado o nome — ocupa lugar central no imaginário fundacional romano. Localizada na planície costeira do Lácio meridional, ao sul do Tibre, a cidade é mencionada por diversos autores antigos como o primeiro assentamento estabelecido por Enéias após sua chegada à Itália. A construção desse mito não é apenas narrativa, mas sim estruturante da própria identidade da Roma arcaica, que via em Lavinium o elo sagrado entre a Troia heroica e o Latium vetus.
Segundo Virgílio, Enéias funda Lavinium após a vitória sobre Turno, rei dos rótulos, e casa-se com Lavínia, filha do rei Latino, selando assim a aliança entre os estrangeiros troianos e os autóctones itálicos. Este matrimônio tem valor não apenas dinástico, mas profundamente simbólico: é pela união de Lavínia com Enéias que se gera a linhagem dos reis latinos, culminando, segundo a ideologia augusta, na fundação de Roma por Rômulo, e posteriormente no advento de Augusto como restaurador de uma ordem ancestral.
Se Lavinium é, portanto, o berço espiritual e ritual de Roma, isso se manifesta também nas suas expressões cultuais e arquitetônicas. As escavações realizadas a partir da década de 1950 por Ferdinando Castagnoli, na zona de Pratica di Mare (atualmente dentro do município de Pomezia), trouxeram à luz vestígios substanciais da Lavinium arcaica, entre os quais destaca-se um conjunto extraordinário de treze altares votivos dispostos em linha paralela, datados entre o século VI e o início do século IV a.C..
Estes altares constituem um dos mais impressionantes complexos cultuais da Itália pré-romana. A sua disposição linear e a repetição ritualizada de formas e inscrições sugerem um sistema altamente codificado de sacrifícios votivos, possivelmente ligados a um calendário cerimonial ou a ritos dinásticos relacionados aos reis latinos e à memória de Enéias. Acredita-se, inclusive, que tais estruturas tenham estado ligadas à Heroon do próprio herói troiano, servindo de locus para sua veneração como fundador e antepassado comum.
Além dos altares, os arqueólogos identificaram no mesmo sítio o santuário de Mater Matuta, divindade da aurora e da fertilidade, frequentemente associada ao ciclo vital e à renovação das gerações. A presença dessa deusa reforça a dimensão matricial e fundacional do espaço laviniano. Mater Matuta é também cultuada em Roma no Forum Boarium, o que atesta sua importância nos rituais públicos e sua continuidade na religiosidade republicana e imperial.
É igualmente significativa a descoberta de um túmulo monumental identificado como o Túmulo de Enéias, uma estrutura circular datada de finais do século VII a.C., que, embora não se possa comprovar historicamente como sepultura do herói troiano, foi reconhecida como tal desde a Antiguidade e reinserida no espaço cultural augustano como eixo legitimador do poder romano. Esse elemento reforça a centralidade da topografia mítica e funerária na construção de Lavinium como cidade-síntese de culto, genealogia e fundação.
Portanto, Lavinium não era apenas uma cidade entre outras do Lácio arcaico: ela era o sítio sacramental da origem, um espaço onde o estrangeiro (Enéias) se enraiza na terra itálica, transfigurando-se em ancestral. A ideologia romana da origem troiana, tão central no discurso de Augusto e nas artes do seu tempo, encontra em Lavinium a materialidade que sustenta o mito.
Em síntese, o significado ritual de Lavinium transcende a arqueologia: trata-se de um lugar liminar, onde se realiza a transição entre o mundo mítico da Ilíada e a ordem histórica da Roma republicana e imperial. Nesse processo, o espaço laviniano é sacralizado como palco da síntese entre tradição e destino, entre alteridade e identidade.

## Lavinio Contemporânea: Modernidade, Turismo e Memória da Guerra
A construção de Lavinio como fração balneária e urbana do município de Anzio remonta aos projetos de expansão litorânea promovidos pelo Estado italiano a partir da década de 1930, dentro do contexto mais amplo das políticas de bonificação e valorização costeira do Agro Pontino, empreendidas pelo regime fascista. Esta nova Lavinio, por vezes denominada Lido di Enea, não possui continuidade urbana com a antiga Lavinium, mas foi deliberadamente batizada com esse nome para evocar a grandeza mítica da origem romana, inserindo-se na retórica do “retorno às origens” tão cara à ideologia mussoliniana.
O litoral entre Anzio e Torvaianica, até então pouco habitado e marcado por extensos pântanos insalubres, passou a ser objeto de intervenções sistemáticas, com a construção de vilas, acessos rodoviários e infraestrutura turística voltada à pequena burguesia urbana. Lavinio foi então idealizada como estância balnear “nacional”, isto é, integrada ao projeto civilizatório fascista e dotada de uma aura cultural e histórica enraizada na tradição romana. A retórica monumentalista do regime reforçava a ligação simbólica com Enéias, apresentando-o como herói civilizador que antecipa o próprio fascismo como força regeneradora da pátria.
Contudo, a urbanização efetiva de Lavinio ocorreu mais intensamente apenas após a Segunda Guerra Mundial, em especial durante as décadas de 1950 e 1960, no contexto da reconstrução italiana e da explosão do turismo de massa nacional. O bairro balneário tornou-se então uma alternativa popular às praias mais elitizadas da Toscana ou da Ligúria, atraindo sobretudo famílias romanas em busca de veraneio acessível e facilmente conectado à capital por via férrea e rodoviária.
Paralelamente à vocação balneária, Lavinio consolidou-se como um lugar de memória da Segunda Guerra Mundial, em razão de sua proximidade com o epicentro do desembarque aliado em Anzio, ocorrido em 22 de janeiro de 1944, durante a Operação Shingle. O litoral entre Lavinio, Anzio e Nettuno foi palco de combates prolongados e violentos, envolvendo tropas americanas, britânicas e alemãs, com pesadas perdas humanas e significativas destruições infraestruturais.
O impacto da guerra deixou marcas materiais e simbólicas. Em Lavinio, encontram-se memoriais, cemitérios militares e monumentos comemorativos, que recordam o sacrifício dos soldados aliados e civis italianos. O Cemitério Militar Britânico de Anzio, a poucos quilômetros, constitui um dos espaços mais visitados por descendentes de veteranos. Já em Lavinio, placas e monumentos locais mantêm viva a lembrança dos dias de combate e da liberação do território italiano do jugo nazifascista.
A coexistência entre a vocação turística balneária e o papel memorialístico imprime a Lavinio uma identidade singular. Ao mesmo tempo em que é espaço de lazer, férias e consumo sazonais, a localidade guarda uma dimensão topográfica da dor e da redenção histórica. Essa dualidade é visível nas práticas sociais contemporâneas: turistas banham-se nas praias evocadas como “de Enéias”, enquanto poucos metros adiante, os memoriais recordam as cicatrizes da guerra.
O imaginário contemporâneo de Lavinio é, portanto, constituído por uma superposição de temporalidades e funções, que vão desde a nostalgia mitológica da Eneida até os traumas do século XX. Trata-se de um espaço que, segundo a tipologia proposta por Pierre Nora, pode ser entendido como lugar de memória (lieu de mémoire), onde a experiência do passado é constantemente reatualizada por inscrições, rituais, celebrações e pelo próprio uso turístico.

## Lavinia: Um Espaço Estratificado
A análise diacrônica de Lavinio — tanto enquanto referente mítico (Lavinium) quanto enquanto entidade urbana moderna (Lavinio, ou Lido di Enea) — revela um espaço profundamente estratificado, no qual se entrecruzam camadas arqueológicas, simbólicas, políticas e afetivas. A compreensão deste território exige, portanto, não apenas uma abordagem histórica ou geográfica, mas sobretudo uma hermenêutica do lugar, isto é, uma leitura que leve em conta os diversos regimes de significado que nele operam simultaneamente.
No plano mais remoto da história, Lavinium emerge como um topos mitopoético, inscrito no imaginário fundacional romano pela figura de Enéias, que representa, como observa Italo Lana, “o herói da mediação civilizatória”, unindo Oriente e Ocidente, passado e futuro, estrangeiro e autóctone. Tal valor de mediação é fundacional: Lavinium não é apenas o ponto de chegada do exílio troiano, mas o espaço inaugural do latino e, por consequência, do romano. Aqui, a mitologia age como gramática da identidade.
Por outro lado, a Lavinio moderna, surgida no século XX como estação balneária e como locus memorial da guerra, atualiza e reinscreve esse espaço no contexto das tensões do mundo contemporâneo. A sua criação, como vimos, esteve imbricada em projetos estatais de engenharia ideológica e territorial: ora exaltando uma romanidade fascistizada, ora sendo resignificada após a guerra como espaço de memória democrática e reconciliatória. A ambivalência entre monumentalização do passado e banalização turística do presente é constitutiva da sua fisionomia atual.
A espacialidade de Lavinio revela-se, assim, como palimpsesto histórico, onde distintas camadas de significação são parcialmente sobrepostas, parcialmente esquecidas. A expressão de Edward Said sobre a “geografia imaginativa” parece aplicar-se com precisão ao caso laviniano: o espaço não é apenas suporte da memória, mas resultado de disputas de narração e de pertença.
É nesse sentido que Lavinio pode ser pensado como lugar de fronteira temporal e cultural. Por um lado, evoca a aurora da civilização itálica, com seus ritos heroicos e arquétipos civilizadores. Por outro, abriga os fantasmas do século XX: a violência bélica, a propaganda, a reinvenção identitária. O resultado é um território ontologicamente ambíguo, em que a linearidade histórica cede lugar a uma configuração rizomática da memória, como diria Deleuze.
Ao visitante desavisado, Lavinio talvez se apresente apenas como uma sucessão de quarteirões residenciais e praias veranis. Ao olhar crítico, porém, ela se revela como laboratório de temporalidades, onde o discurso da origem (Enéias), o discurso da redenção (libertação aliada) e o discurso do lazer (turismo de massa) coexistem em tensão dinâmica. Cada camada, ao invés de obliterar a anterior, a condiciona e a reinterpreta.
Dessa forma, a compreensão de Lavinio, em sua forma atual, exige um olhar interdisciplinar, capaz de integrar arqueologia, urbanismo, mitologia, história política e antropologia da memória. Trata-se, afinal, de um espaço que funciona como espelho da própria Itália: uma nação que continuamente negocia seus passados — imperiais, religiosos, traumáticos — no esforço de construir uma identidade plural, embora frequentemente tensionada.